# Liste der Biografien/Lok
Liste der Biografien |
Portal Biografien |
Personensuche
# |
A |
B |
C |
D |
E |
F |
G |
H |
I |
J |
K |
L |
M |
N |
O |
P |
Q |
R |
S |
T |
U |
V |
W |
X |
Y |
Z |
?
 
La |
Lb |
Lc |
Le |
Lg |
Lh |
Li |
Lj |
Ll |
Lm |
Lo |
Lp |
Lt |
Lu |
Lv |
Lw |
Lx |
Ly |
Lz
 
Loa |
Lob |
Loc |
Lod |
Loe |
Lof |
Log |
Loh |
Loi |
Loj |
Lok |
Lol |
Lom |
Lon |
Loo |
Lop |
Loq |
Lor |
Los |
Lot |
Lou |
Lov |
Low |
Loy |
Loz
Die Liste der Biografien führt alle Personen auf, die in der deutschsprachigen Wikipedia einen Artikel haben. Dieses ist eine Teilliste mit 61 Einträgen von Personen, deren Namen mit den Buchstaben „Lok“ beginnt.

## Lok
- Lok Cahana, Alice (1929–2017), amerikanisch-ungarische Malerin, Graphikerin und Überlebende der Shoah
- Lok, Klaas (* 1955), niederländischer Mittel- und Langstreckenläufer

### Loka
- Lokajíček, Miloš (1923–2019), tschechischer Physiker und Naturphilosoph
- Lokajski, Eugeniusz (1908–1944), polnischer Leichtathlet und Fotograf
- Lokar, Claudia (* 1964), deutsche Langstreckenläuferin
- Lokatis, Siegfried (* 1956), deutscher Zeithistoriker und Buchwissenschaftler

### Loke
- Løke, Astrid (* 2002), norwegische Handballspielerin
- Løke, Frank (* 1980), norwegischer Handballspieler
- Løke, Heidi (* 1982), norwegische Handballspielerin
- Loke, Lilian (* 1985), deutsche Autorin
- Løke, Lise (* 1984), norwegische Handballspielerin
- Loke, Marie Elise (1870–1916), niederländische Romanistin
- Lokedi, Sharon (* 1994), kenianische Langstreckenläuferin
- Løken, Håkon (1859–1923), norwegischer Jurist, Journalist und Politiker
- Løken, Johan Christen (1944–2017), norwegischer konservativer Politiker, Mitglied des Storting und Landwirt
- Loken, Kristanna (* 1979), US-amerikanische SchauspielerinKristanna Loken (* 1979)

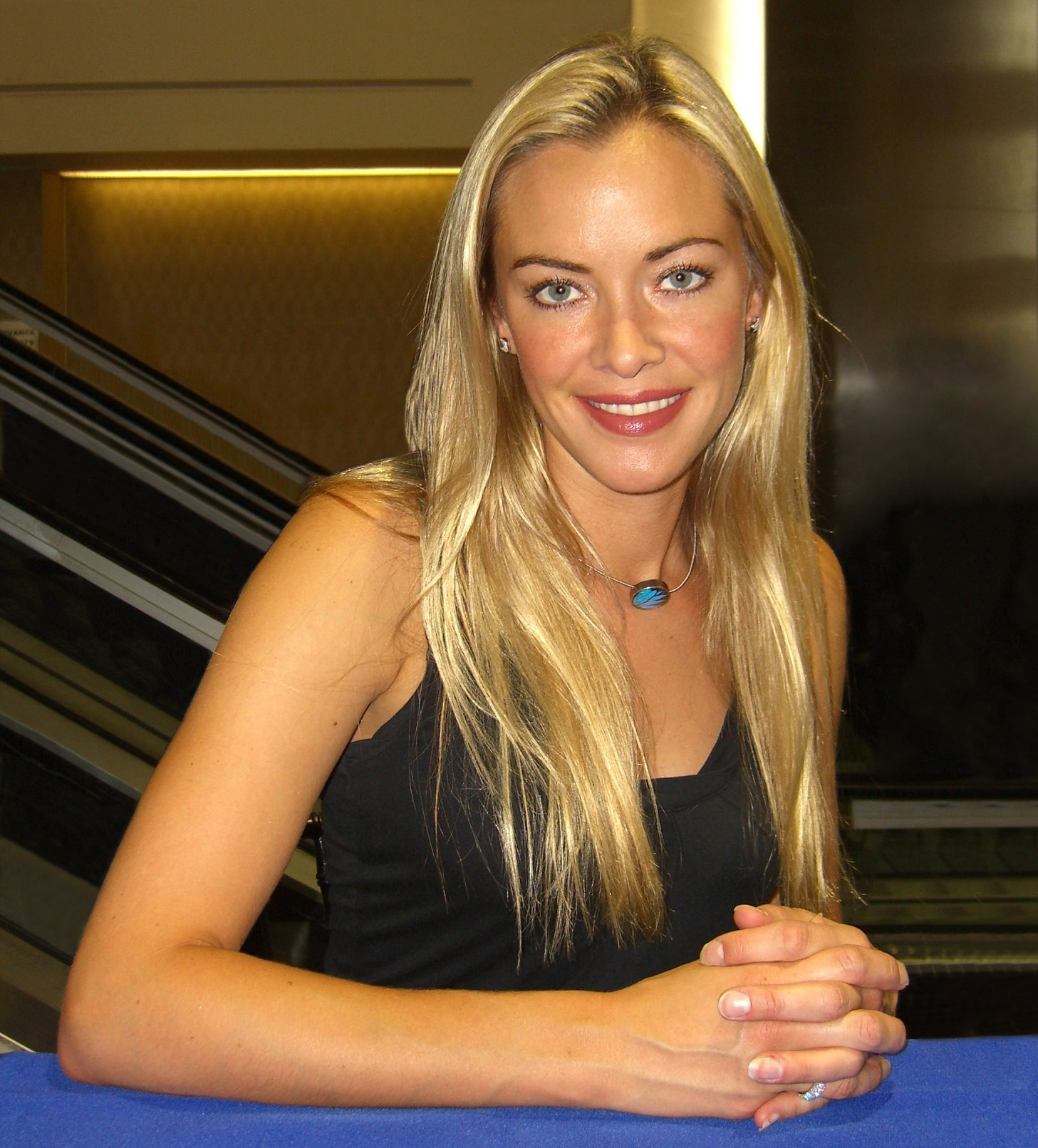
Kristanna Loken (* 1979)

- Løken, Sverre (* 1960), norwegischer Ruderer
- Loker, Marika (* 2007), deutsche Volleyballspielerin
- Loker, Valérie (* 1980), kanadische Badmintonspielerin
- Lokers, Jan (* 1958), deutscher Historiker und Archivar
- Lokerse, Neeltje (1868–1954), niederländisches Dienstmädchen
- Lokert, George († 1547), schottischer Philosoph
- Lokervitz, Christian (1650–1697), deutscher Orientalist, lutherischer Geistlicher

### Lokh
- Lokhoff, Ton (* 1959), niederländischer Fußballspieler und -trainer

### Loki
- Lokica, Vjekoslav (* 1965), kroatischer Fußballspieler und -trainer
- Løkin, Abraham (* 1959), färöischer Fußballspieler und -trainer
- Løkin, Bogi (* 1988), färöischer Fußballspieler

### Lokk
- Lokk, Peter (* 1957), deutscher Medienpädagoge und Journalist
- Løkke, Jakob (1829–1881), norwegischer Lehrer und Lehrbuchautor
- Løkkeberg, Monica (* 1985), norwegische Fußballschiedsrichterassistentin
- Løkkeberg, Vibeke (* 1945), norwegische Schauspielerin, Regisseurin und Drehbuchautorin
- Løkkebø, Steffen Berg (* 1987), norwegischer Handballspieler
- Løkkegaard, Morten (* 1964), dänischer Politiker, MdEP
- Løkken, Brian (* 1975), dänischer Dartspieler
- Løkken, Lukas (* 1992), dänischer Schauspieler
- Løkken, Torbjørn (* 1963), norwegischer Nordischer Kombinierer
- Lokker, Jan Pieter (* 1949), niederländischer Politiker (CDA)
- Løkkevik, Kimi (* 2004), deutscher Fußballspieler
- Lokko, Lesley (* 1964), ghanaisch-schottische Architektin, Hochschullehrerin und Romanautorin

### Lokm
- Lokmić, Emir (* 1997), bosnischer Skirennläufer

### Loko
- Loko, EL (1950–2016), togolesischer Maler, Grafiker, Bildhauer und Autor
- Loko, L (* 1992), Schweizer Rapper
- Loko, Patrice (* 1970), französischer Fußballspieler
- Lokoli, Laurent (* 1994), französischer Tennisspieler
- Lokoloko, Tore (1930–2013), papua-neuguineischer Politiker
- Lokonyen, Rose (* 1995), Mittelstreckenläuferin
- Lokorwa, Benson (* 1971), kenianischer Langstreckenläufer
- Lokoschat, Timo (* 1979), deutscher Journalist
- Lokossoué, Eugène Kouamé (* 1985), ivorischer Radrennfahrer
- Lokot, Anatoli Jewgenjewitsch (* 1959), russischer Politiker
- Lokotsch, Karl (* 1889), deutscher Lehrer
- Lokotsch, Lars (* 1996), deutscher FußballspielerLars Lokotsch (* 1996)

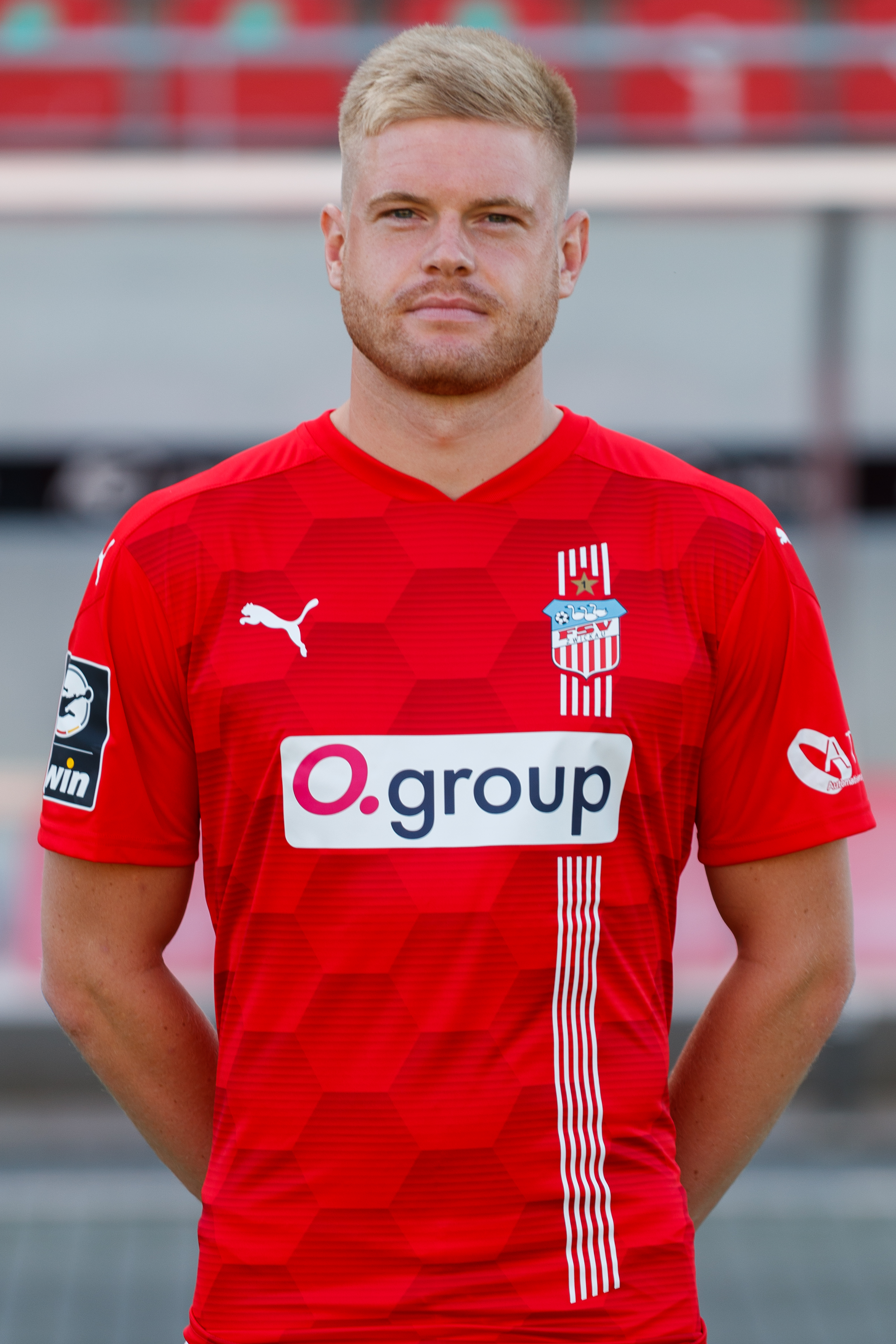
Lars Lokotsch (* 1996)

### Loks
- Lokscha, Hans (1895–1975), österreichischer Agrarwissenschaftler
- Lokschin, Alexander Lasarewitsch (1920–1987), russischer Komponist
- Lokshin, Alexsandra (* 1994), israelische Leichtathletin

### Lokt
- Loktev, Julia (* 1969), US-amerikanische Filmregisseurin und Videokünstlerin
- Loktew, Konstantin Borissowitsch (1933–1996), russischer Eishockeyspieler
- Loktionow, Andrei Wjatscheslawowitsch (* 1990), russischer Eishockeyspieler

### Lokv
- Lokvančić, Hamdo (1931–2023), jugoslawischer bzw. bosnischer Veterinärmediziner
- Lokvenc, Josef (1899–1974), österreichischer Schachspieler
- Lokvenc, Vratislav (* 1973), tschechischer Fußballspieler